# کویتشوویتسه
کویتشوویتسه (به چکی: Kvíčovice) یک منطقهٔ مسکونی در جمهوری چک است که در ناحیه دوماژلیتسه واقع شده‌است. کویتشوویتسه ۳٫۹۳ کیلومتر مربع مساحت و ۳۴۰ نفر جمعیت دارد و ۳۷۸ متر بالاتر از سطح دریا واقع شده‌است.